# Tesoro, mi si sono ristretti i ragazzi
Tesoro, mi si sono ristretti i ragazzi (Honey, I Shrunk the Kids) è un film del 1989 ed è stato il debutto alla regia di Joe Johnston. È stato prodotto dalla Walt Disney Pictures. Nel film, un inventore in difficoltà rimpicciolisce accidentalmente i suoi figli, insieme a quelli dei vicini, fino alle dimensioni di un quarto di pollice. Dopo essere stati accidentalmente gettati via con la spazzatura, devono lavorare insieme e avventurarsi per tornare indietro attraverso un cortile selvaggio pieno di insetti pericolosi e pericoli creati dall'uomo. È stato accolto con recensioni positive da parte della critica, che ha elogiato la storia, la grafica e l'innovazione. È una delle commedie fantascientifiche di maggiore successo e ha fornito lo spunto per vari seguiti e una serie televisiva.

## Trama
Il professor Wayne Szalinski, a causa della sua passione di inventore, rende difficile la vita della sua famiglia e quella dei suoi vicini di casa, la famiglia Thompson. Dotato di innegabile talento e di sfrenata fantasia, costruisce congegni che dovrebbero sostituire i vecchi elettrodomestici, ma non avendo tempo per perfezionarli, funzionano male suscitando confusione e proteste da parte dei familiari, in particolare di sua moglie Diane, che vende case, e dai suoi vicini.
Un giorno, Szalinski si assenta da casa per presentare i suoi progetti ad un diffidente congresso di scienziati, lasciando i figli, Nick e Amy, a casa da soli, con lavori domestici da svolgere. Tra loro e i figli dei Thompson, Ronald e Russel, non scorre buon sangue; finché Ronald, giocando a baseball, scaglia accidentalmente la palla contro la soffitta dei Szalinsky. Rompendo il vetro, attiva - bloccandone allo stesso tempo il laser - la segretissima invenzione di Wayne: una macchina sperimentale che, sprigionando raggi magnetici, può ridurre a dimensioni microscopiche qualsiasi oggetto o persona.
I ragazzi rimpiccioliscono alle dimensioni di un insetto e, dispersi inavvertitamente da Szalinski nella pattumiera, devono industriarsi a tornare a casa per attirare l'attenzione dell'inventore e salvarsi. Fili d'erba grossi come tronchi d'albero, api e scorpioni e formiche trasformati in mostri giganteschi, cereali inzuppati nel latte davanti alle fauci del padre pronto per fare colazione, gocce d'acqua dalle dimensioni di infidi stagni… il cortile di casa, i genitori stessi e la loro casa appare ai quattro lillipuziani simile al più fantastico e pericoloso dei mondi.
L'unico che può vederli e sentirli è Quark, il cane degli Szalinski, che riesce a riaccompagnare i ragazzi a casa, dove possono tornare alle loro dimensioni originali, quindi tra le due famiglie nasce un'amicizia, specialmente da parte della figlia dell'inventore e il figlio maggiore dei Thompson, destinata a diventare un fidanzamento.

## Accoglienza

### Botteghino
Il film divenne, alla sua uscita nel 1989, la commedia fantascientifica di maggiore successo commerciale (venendo superato anni dopo solo dal film Men in Black del 1997 e suoi seguiti).
Il film è uscito il 23 giugno 1989 in 1.371 sale. Ha aperto al numero 2 negli Stati Uniti dietro Batman, con un fine settimana lordo di $ 14.262.961, i 3 giorni di maggiore incasso per la Buena Vista International di tutti i tempi. Ha guadagnato $ 130.724.172 domestici e $ 92.000.000 in altri territori, guadagnando un totale di $ 222.724.172.

### Critica
(Fantafilm)
Su Rotten Tomatoes il film ha un indice di gradimento del 76% sulla base delle recensioni di 38 critici, con una valutazione media di 6,30/10. Il consenso recita: "Anche se i suoi effetti speciali sono al centro della scena, Tesoro, mi si sono ristretti i ragazzi offre ancora un senso di avventura affascinante e vivace per tutta la famiglia.". Metacritic ha assegnato al film un punteggio di 63 sulla base di 11 recensioni, indicando "recensioni generalmente favorevoli". Il pubblico intervistato da CinemaScore ha assegnato al film un voto medio "A" su una scala da A+ a F.
Caryn James, del New York Times, ha dato una recensione positiva, dicendo: "Dolce, divertente e diretto come il suo titolo". Variety ha dato un'altra recensione positiva affermando: "[È] nella migliore tradizione della Disney - e anche meglio di così, perché non è così giovanile che gli adulti non siano completamente intrattenuti". Una rara recensione negativa è arrivata da Roger Ebert, del Chicago Sun-Times, che ha dichiarato: "Gli effetti speciali ci sono tutti, come si deve, e la qualità della produzione è buona, ma il film non va da nessuna parte."

## Uscita in Italia
Il film, invece, uscì in Italia l'anno successivo, il 1 febbraio del 1990 e fu accompagnato dal cortometraggio d'animazione Una grossa indigestione (Tummy Trouble) della serie Roger Rabbit.

### Doppiaggio italiano
L'edizione italiana del film è a cura del dialoghista Alberto Piferi per conto della Royfilm. Il doppiaggio, diretto da Manlio De Angelis con l'assistenza ad opera di Daniela Losavio, fu eseguito presso la International Recording con la partecipazione della C.D.C.

## Riconoscimenti
- 1991 - Premio BAFTA
  - Migliori effetti speciali a Rick Fichter, David Sosalla e Peter Chesney
- 1991 - Saturn Award
  - Nomination Miglior film di fantascienza
  - Nomination Miglior attore emergente a Thomas Wilson Brown
  - Nomination Miglior attore emergente a Robert Oliveri
  - Nomination Miglior attore emergente a Jared Rushton
  - Nomination Migliori effetti speciali a Rick Fichter, David Sosalla e Peter Chesney
  - Nomination Miglior colonna sonora a James Horner
- 1990 - ASCAP Film and Television Music Awards
  - Film al top del box office a James Horner
- 1990 - Festival internazionale del cinema di Porto
  - Nomination International Fantasy Film Award per il Miglior film fantasy a Joe Johnston
- 1989 - Young Artist Award
  - Nomination Miglior film commedia o musical per famiglie
  - Nomination Miglior performance in un film - Giovane attrice non protagonista a Amy O'Neill
  - Nomination Miglior performance in un film - Giovane attore protagonista a Jared Rushton

## Opere derivate

### Sequel
- Tesoro, mi si è allargato il ragazzino (1992)
- Tesoro, ci siamo ristretti anche noi (1997)

### Cortometraggio per parco tematico
- Honey, I Shrunk the Audience (1994)

### Serie TV
- Tesoro, mi si sono ristretti i ragazzi, serie televisiva (1997-2000)